# Merton (Norfolk)
Merton – wieś w Anglii, w hrabstwie Norfolk, w dystrykcie Breckland. Leży 34 km na zachód od Norwich i 133 km na północny wschód od Londynu.
Miejscowość liczy 113 mieszkańców.